# Рожер I Борса

Герб дома Готвиль

Рожер Борса (около 1060/1061 года — 22 февраля 1111) — второй герцог Апулии и Калабрии в 1085 — 1111 годах, сын и преемник Роберта Гвискара. Прозвище «Борса» (Кошелёк) он получил ещё в юные годы из-за привычки считать и пересчитывать монетки в своём кошельке.

## Биография

### Избрание герцогом Апулии
Рожер был старшим сыном Роберта Гвискара и его второй жены Сишельгаиты. Первый брак Роберта был аннулирован по причине недопустимого кровного родства супругов, и рождённый в этом браке сын Боэмунд оказался, тем самым, незаконнорождённым. Противоборство единокровных братьев, каждый из которых считал себя законным наследником отца, составляло основное содержание истории Апулии после смерти Гвискара.
Рожер был официально признан наследником Апулии во время тяжёлой болезни отца в 1073 году. Во время балканской экспедиции Роберта в 1081 году Рожер был оставлен наместником в Апулии, но уже к концу года был вынужден просить отца о возвращении из-за феодального мятежа в герцогстве и похода Генриха IV на Рим. В 1084 году Рожер участвовал в походе отца на Рим, во время которого Вечный город подвергся разрушительному пожару, а затем совместно с отцом отправился на Балканы. После смерти Роберта Гвискара (17 июля 1085 года) Рожер вместе с матерью спешно вернулся в Италию, бросив армию. Спешка была связана с тем, что в Италии находился Боэмунд, также претендовавший на наследство отца. В сентябре 1085 года Рожер был провозглашён герцогом Апулии и принял присягу своих вассалов, в том числе дяди — Рожера I Сицилийского, ставшего главным союзником нового герцога.

### Борьба с Боэмундом Тарентским и ослабление герцогской власти
Не добившись подтверждения своих наследственных прав, Боэмунд бежал в Капую, к своему двоюродному брату Жордану I. При помощи кузена Боэмунд вскоре вернулся в Апулию и легко захватил города на полуострове Солентина — Орию, Таранто и Отранто. В марте 1086 года при посредничестве своего дяди Рожера I Сицилийского братья примирились. Помимо захваченных им городов Боэмунд получил от Рожера Борсы Галлиполи и Бриндизи, и отошедшая Боэмунду территория стала основой княжества Таранто. За свои помощь и посредничество Рожер I Сицилийский получил от Рожера Борсы замки в Калабрии, которыми раньше владел совместно с Робертом Гвискаром. Таким образом, в первый же год своего правления Рожер Борса потерял контроль над полуостровом Солентина и значительными частями Калабрии, лишь формально оставаясь их сувереном. Занятый распрями с Боэмундом, Рожер Борса занял выжидательную позицию в конфликте папы Виктора III и антипапы Климента III, принимая сторону то одного, то другого понтифика.
В 1087 году война между Рожером Борсой и Боэмундом возобновилась, причём на стороне последнего выступили многочисленные мятежные бароны Апулии. Конфликт был улажен в 1088 году при посредничестве Рожера I Сицилийского и папы Урбана II, нуждавшегося в норманнах для отвоевания Рима. Примирение вновь произошло за счёт Рожера Борсы, окончательно уступившего Боэмунду ранее занятые им земли, а также Козенцу. После достигнутого соглашения объединённые армии Апулии и Капуи водворили Урбана II в Риме (1088). Впрочем, успех был эфемерным: вскоре сторонники антипапы блокировали Урбана II на Тибрском острове, и в 1089 году папа вновь бежал в Апулию. Нуждаясь в помощи Рожера Борсы, папа принял вассальную присягу герцога и признал его титулы.
Война между Рожером Борсой и Боэмундом возобновилась в 1090 году, и последний захватил Бари. Рожер Борса в очередной раз был вынужден купить мир, уступив брату завоёванное им. Вечно тлеющий и постоянно разгорающийся конфликт между братьями завершился лишь в 1096 году, когда Боэмунд отправился в Первый крестовый поход.
Так и не добившись окончательной победы, Боэмунд, тем не менее, значительно ослабил герцогство Апулию, оторвав от него ставшее фактически независимым княжество Таранто. К тому же долгая междоусобная война позволила апулийским баронам почувствовать себя свободными, и без того слабая центральная власть герцога так и не смогла восстановить в полной мере контроль над феодалами.

### Успехи Рожера Борсы

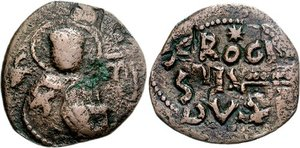
Монета Рожера Борсы

Невзирая на ослабление государства, Рожеру удалось достигнуть двух важных результатов в расширении герцогства. В мае 1098 года к Рожеру Борсе и Рожеру I Сицилийскому обратился изгнанный из своего княжества Ричард II Капуанский. За помощь в отвоевании Капуи Роберт принёс Рожеру Борсе вассальную присягу. После 40-дневной осады Капуя пала, Ричард II занял наследственный трон, а прежде независимое от Отвилей княжество Капуя стало вассалом Апулии. Следует отметить, что в тот момент вассальная присяга Ричарда II не имела реального значения: его преемники отказались приносить такую клятву, а Рожер Борса и его сын не имели сил принудить Капую к повиновению. Но после 1127 года, Рожер II, объединив под своей властью Сицилию, Апулию и Калабрию, добился присяги от Роберта II Капуанского, ссылаясь на события 1098 года в качестве прецедента.
Вторым успехом Рожера Борсы стало завоевание в 1104 году графства Монте-Сант-Анджело у Уильяма, до этого фактически независимого от Апулии и даже признававшего в качестве сеньора византийского императора.

### След в истории. Семья и дети
Рожер Борса остался в памяти хронистов щедрым и благочестивым правителем, монастырь Ла-Кава считал герцога своим благодетелем. Один из важнейших летописцев норманнского завоевания Вильгельм из Апулии посвятил герцогу свою хронику. Невзирая на благоприятные отзывы современников, Рожер Борса был слабым правителем, при котором начался фактический распад владений Роберта Гвискара.
В 1092 году Рожер женился на Аделе Фландрской, дочери графа Роберта I Фландрского, и вдове датского короля Кнуда IV Святого. Из всех их детей выжил только сын Вильгельм II, наследовавший отцу и умерший бездетным в 1127 году. От Вильгельма Отвиля (Гульельмо Альтавилла), внебрачного сына Рожера, происходит южноитальянский аристократический род Джезуальдо.
Рожер Борса умер 22 февраля 1111 года в Салерно и был погребён в местном кафедральном соборе. Долгое время считалось, что находящийся в южном нефе собора античный саркофаг, на крышке которого изображён лежащий рыцарь, содержит останки Рожера Борсы. Современные исследователи установили, что в данном саркофаге покоится один из членов семьи Капограсси, умерший в XIV веке. В связи с этим, в настоящий момент считается, что захоронение Рожера Борсы не сохранилось.